# Polyzonus fucosahenus
Polyzonus fucosahenus là một loài bọ cánh cứng trong họ Cerambycidae.